# Keeway
Keeway är ett dotterbolag till kinesiska motorproducenten Qianjiang Group, en av Kinas största producenter av motorcyklar. Keeway är en europeisk producent med kontor i Ungern och dessutom fabriker etablerade i bland annat Finland, Polen, Spanien, Argentina och USA (egen filial). Qianjiang Group står för merparten av delar till produktionen men design och utveckling av produkterna görs av tekniker från Benelli, ett annat företag som också ägs av Qianjiang Group.
Keeway's produktlinje består av motorcyklar, scootrar, terrängfordon (ATV), pocketbikes och mycket annat. Allt producerat i Keeways fabriker runt om i Europa och USA. Ser man dock närmare på deras fordon återfinner man ofta Qianjiang i tryck på många av delarna. Keeway står för europeisk produktion med billigare kinesiska delar vilket håller priset nede men kvaliteten aningen högre än massproducerade kinesiska fordon annars kan ha.

## Exempel på maskiner producerade av Keeway
- Elektriska cyklar under serien City
- Elektrisk scooter, E-sunday
- Terrängfordon, ATV 100cc & 300cc
- Scootrar med 50-250cc förbränningsmotor
- Motorcyklar i ett flertal serier och utföranden
- Högtryckstvättar
- Gräsklippare

och mycket annat, utvalet kan variera mellan Europa och USA.